# Beamtenaltersteilzeitverordnung
Die Beamtenaltersteilzeitverordnung ist eine vom Bundesministerium des Innern erlassene Rechtsverordnung des Bundes. Sie regelt die Einzelheiten der Bewilligung von Altersteilzeit für Beamte des Bundes und ergänzt damit § 93 des Bundesbeamtengesetzes.
Die Verordnung ermächtigt die obersten Dienstbehörden des Bundes, die sogenannten Restrukturierungs- und Stellenabbaubereiche zu bestimmen. Dies sind die Bereiche, in denen durch die Gewährung von Altersteilzeit sozialverträglich Personal abgebaut werden soll. Folgende Institutionen hatte das Bundesinnenministerium bereits vor Inkrafttreten der Verordnung zu Stellenabbaubereichen bestimmt:
- Bundeswehrverwaltung
- Bundesmonopolverwaltung für Branntwein
- Deutsche Bundesbank
- Bundesanstalt für Post und Telekommunikation Deutsche Bundespost,
- Bundeseisenbahnvermögen
- Postnachfolgeunternehmen (Deutsche Post AG, Postbank, Deutsche Telekom)
- Deutscher Wetterdienst
- Dienststelle Flugsicherung beim Luftfahrt-Bundesamt
- Außenstellen der Bundesnetzagentur für Elektrizität, Gas, Telekommunikation, Post und Eisenbahnen
- Deutsche Rentenversicherung Bund
- Prüfungsämter des Bundes Köln und Magdeburg

Die besoldungsbezogenen Aspekte der Altersteilzeit für Bundesbeamte sind in der Altersteilzeitzuschlagsverordnung geregelt.